# Emil Wohlwill
Emil Wohlwill (Seesen, 24 novembre 1835 - Hambourg, 2 février 1912) est un chimiste et historien des sciences allemand. Il est principalement connu comme l'inventeur du procédé Wohlwill, un procédé de raffinage de l'or.

## Biographie
Emil Wohlwill passe son enfance à Seesen et Blankenburg. En 1851, il part à Hambourg étudier à la Gelehrtenschule des Johanneums et à l'Akademische Gymnasium. À partir de 1855, il étudie la chimie successivement à Heidelberg, Berlin et Göttingen.
À son retour à Hambourg, il enseigne dans un premier temps la physique et travaille comme chimiste  analytique à la société d'affinage Elbhütten. Il y travaille à la séparation des métaux non ferreux. En 1875, il a découvre un procédé révolutionnaire permettant la séparation du cuivre et de l'argent et plus tard de l'or. Ce procédé d'électrolyse de séparation est à présent connu sous le nom de le « procédé Wohlwill » et est utilisé pour le raffinage de l'or.
Parallèlement, Wohlwill s'intéresse à l'histoire des sciences, et en particulier à Galilée. Pendant des années, il travaille à un livre sur le physicien, mais celui-ci n'est jamais achevé. Un premier volume parait en 1909 sous le titre de Galilée et sa lutte pour la théorie copernicienne (Galilei und sein Kampf für die copernikanische Lehre), un deuxième volume est rassemblé d'après ses notes et est publié après sa mort en 1926.

## Famille
Wohlwill a eu une fille, Gretchen Wohlwill (de) (1878-1962), qui fut une artiste-peintre renommée à Hambourg.

## Œuvres
- Galilei und sein Kampf für die copernikanische Lehre, premier volume, 1906.